# Апонитищи
Апонитищи — деревня в Зарайском районе Московской области, входит в состав муниципального образования сельское поселение Гололобовское. Известна также как Апоничищи, Поничищи, Опаничищи. Население — 92 чел. (2010).

## География
Расположена на реке Руднице в 12 км северо-восточнее Зарайска.

## История
Известна с 1630 года, однако о поселении тут в XII—XIII веках свидетельствует большая группа курганов в урочище Коршевикино. До 1939 года — центр Апонитищевского сельсовета.
Долгое время в деревне существовала деревянная церковь Николая Чудотворца, которая была разрушена в начале XX века.

## Население
| 2002 | 2006 | 2010 |
| ---- | ---- | ---- |
| 104  | ↘96  | ↘92  |